# Curçay-sur-Dive
Curçay-sur-Dive ist eine französische Gemeinde mit 230 Einwohnern (Stand 1. Januar 2022) im Département Vienne in der Region Nouvelle-Aquitaine; sie gehört zum Arrondissement  Châtellerault und zum Kanton Loudun.
Nachbargemeinden von Curçay-sur-Dive sind Ternay im Norden, Les Trois-Moutiers im Nordosten, Glénouze im Osten, Ranton im Südosten, Pas-de-Jeu im Süden, Saint-Léger-de-Montbrun im Südwesten und Saint-Martin-de-Mâcon im Nordwesten.
Der Ort liegt am rechten Ufer des Flusses Dive, sowie am parallel verlaufenden Canal de la Dive, auf dem die Schifffahrt jedoch seit 1957 eingestellt ist.

## Bevölkerungsentwicklung
| Jahr      | 1962 | 1968 | 1975 | 1982 | 1990 | 1999 | 2007 | 2018 |
| Einwohner | 347  | 287  | 216  | 245  | 257  | 217  | 235  | 215  |

## Sehenswürdigkeiten
- Donjon (14. Jahrhundert, Monument historique) als Rest der Burg
- Kirche Sainte-Catherine, ehemalige Burgkapelle
- Ruine der Kirche Saint-Pierre (12. und 17. Jahrhundert, Monument historique)
- Pont de la Reine Blanche (Monument historique)

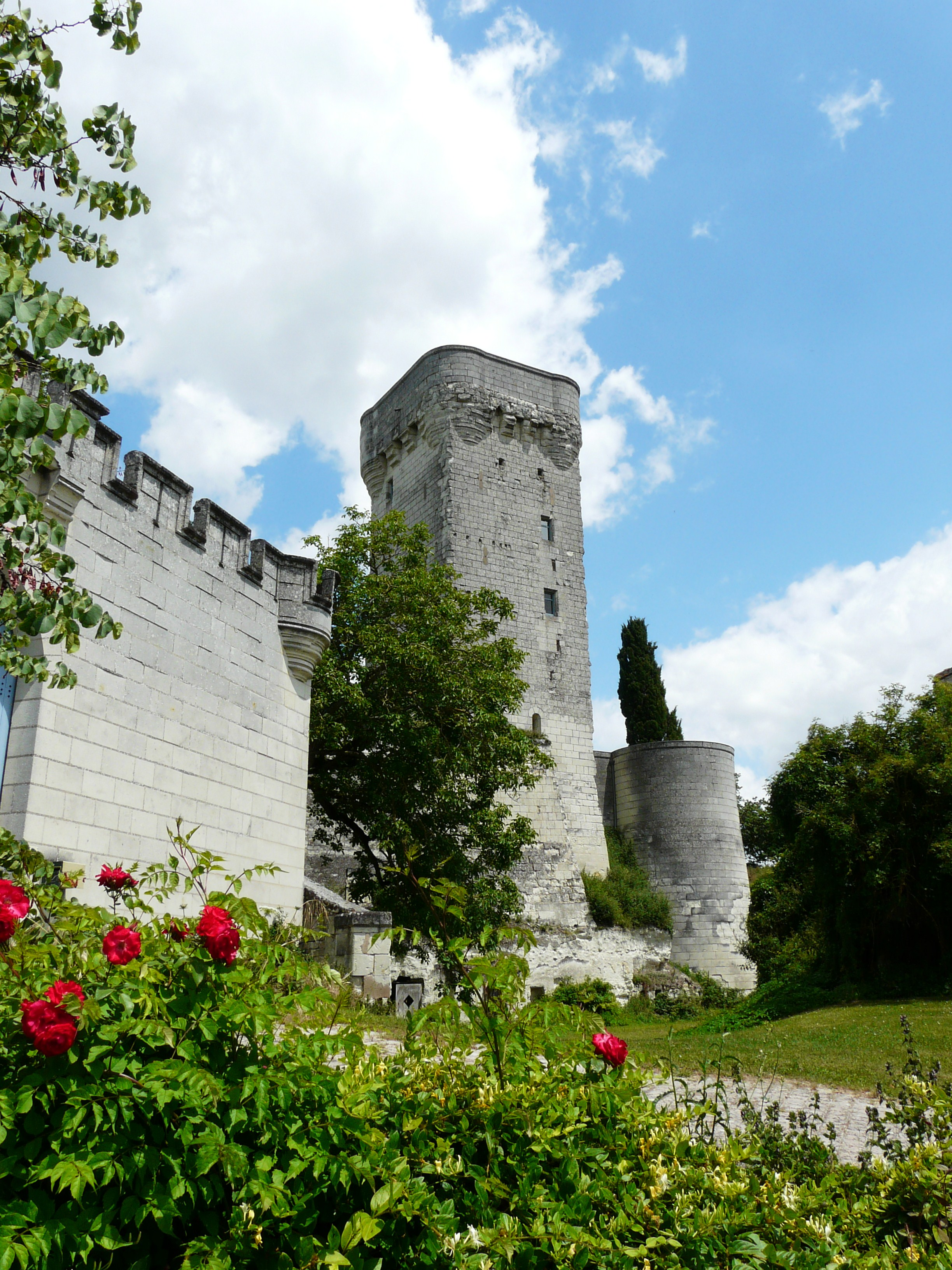
Donjon
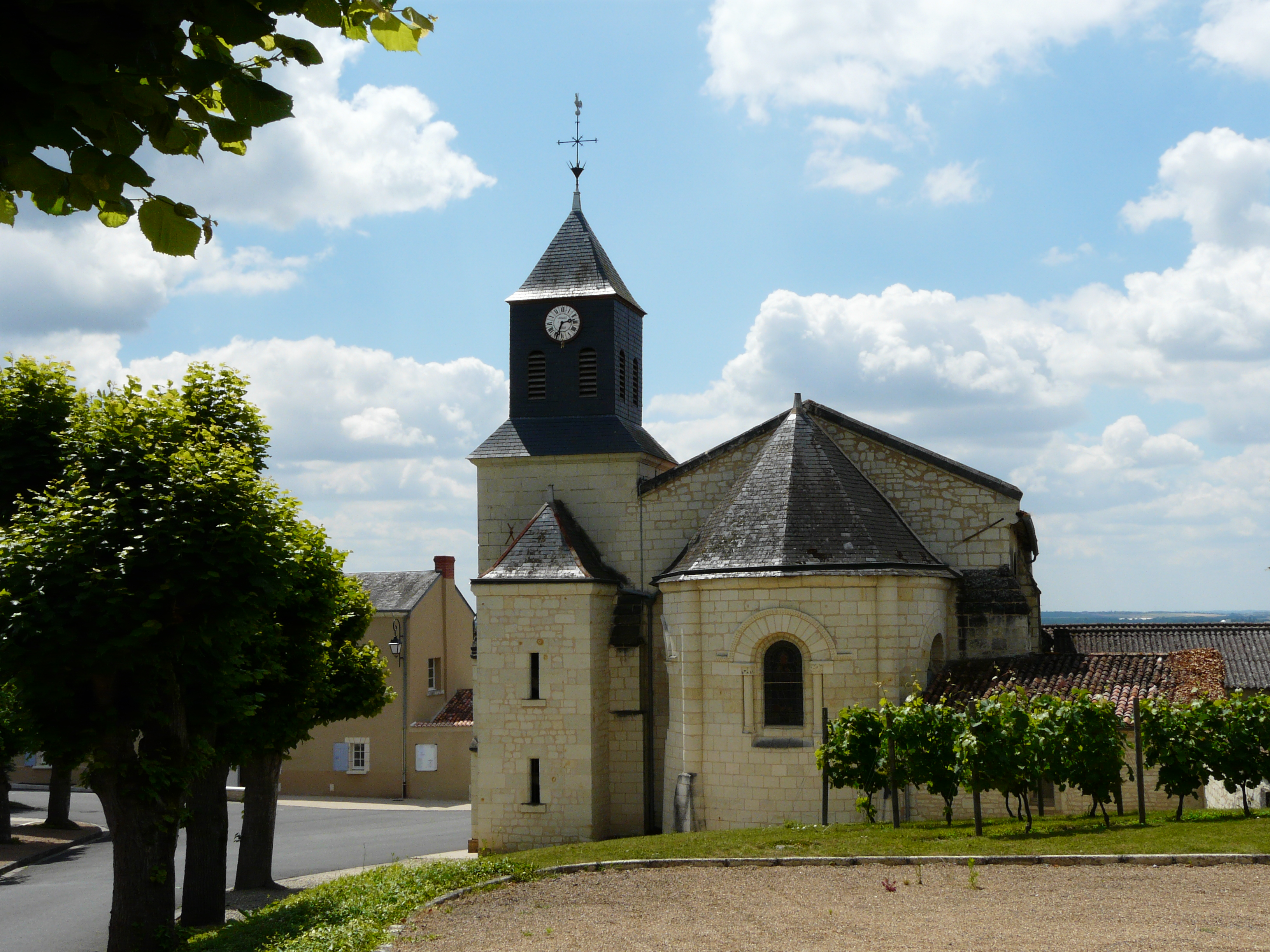
Kirche Sainte-Catherine
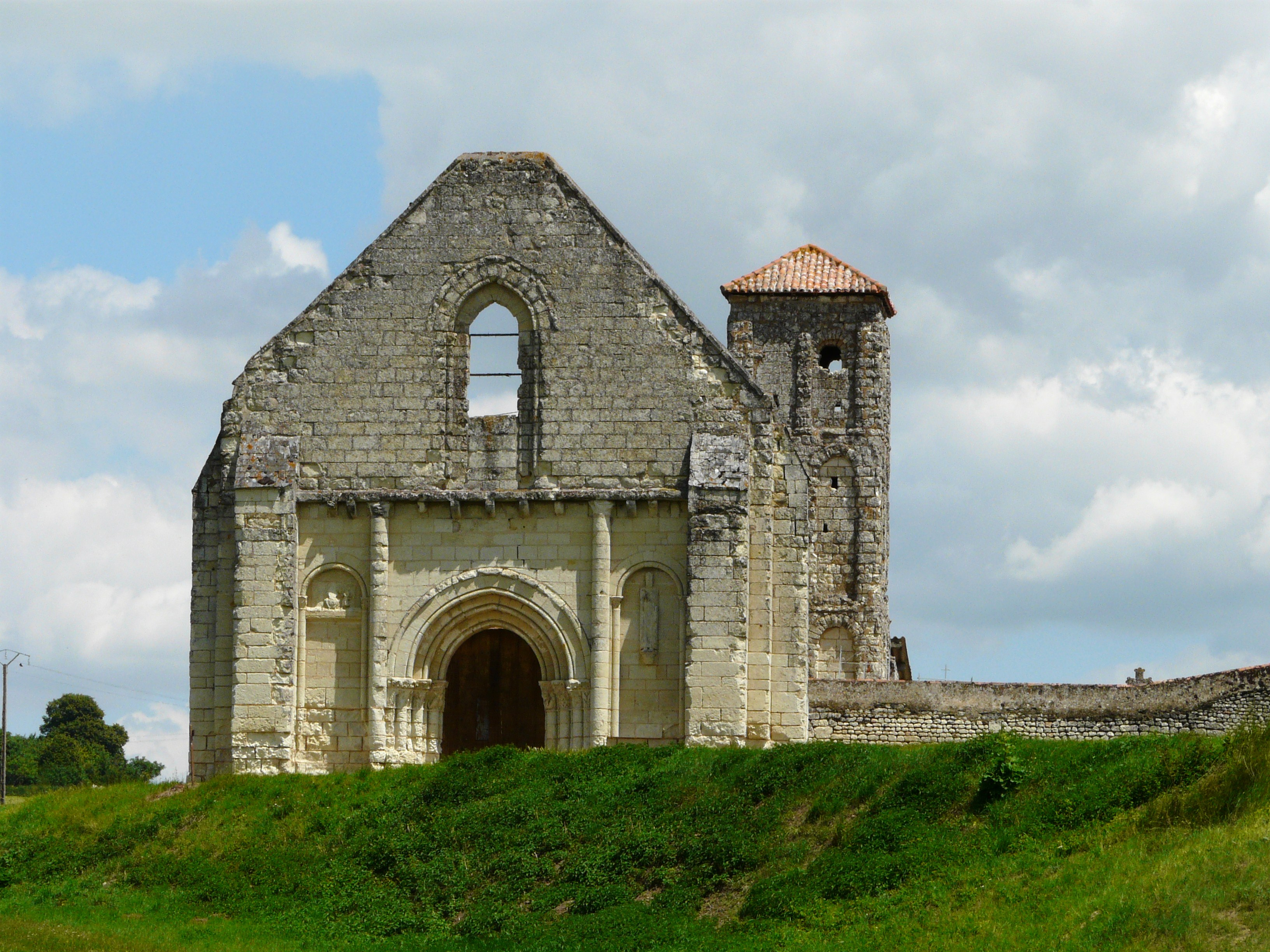
Ruine Saint-Pierre
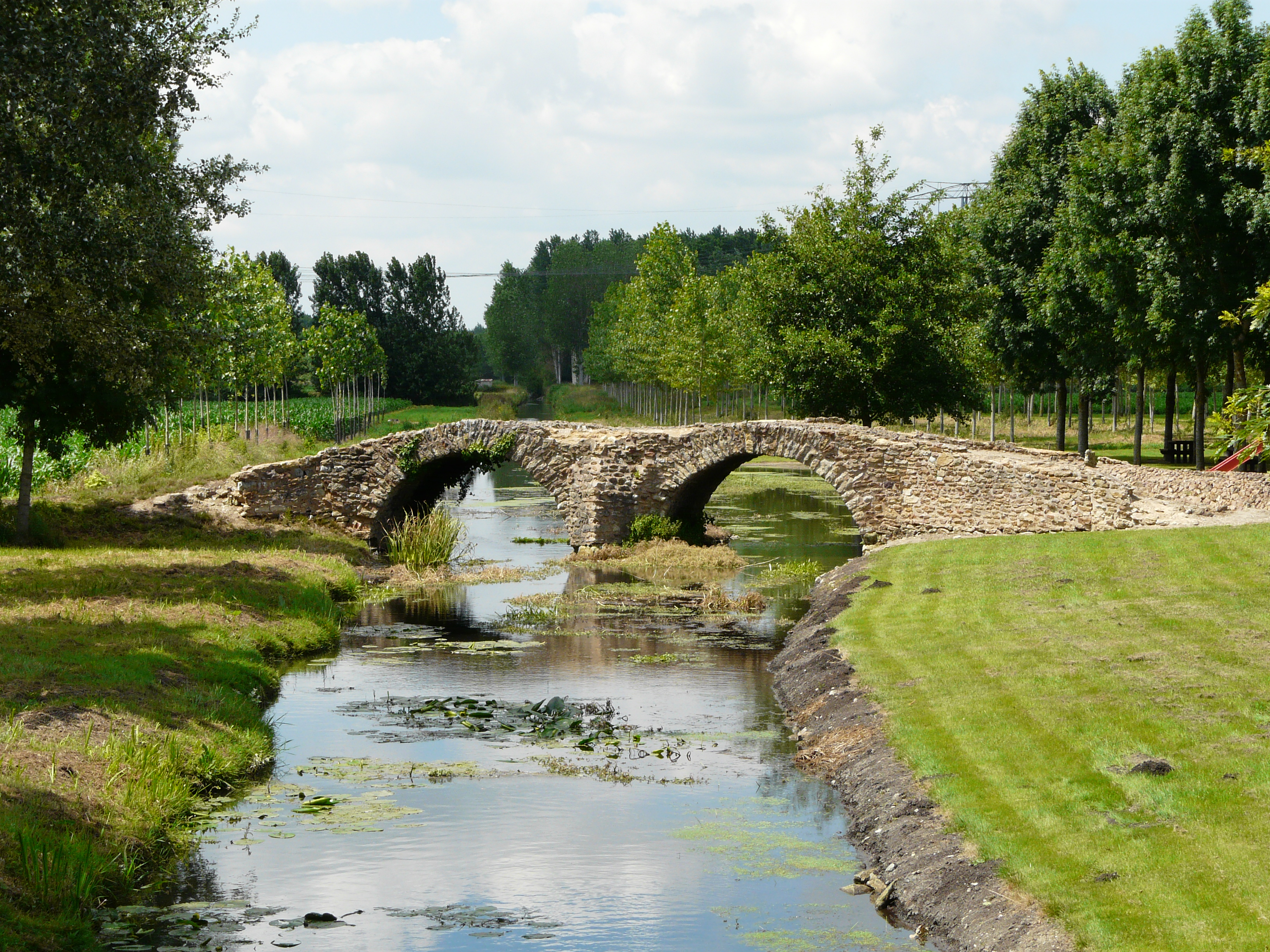
Pont de la Reine Blanche

## Weinbau
Der Ort gehört zum Weinbaugebiet Anjou.